# Тапрыюган
Тапрыюган (устар. Тапры-Юган) — река или протока в России, протекает по территории Белоярского района Ханты-Мансийского автономного округа. Устье реки находится в 119 км по правому берегу реки Казым. Длина реки — 85 км, площадь её водосборного бассейна — 620 км².

## Притоки
- 3 км: Кырмасоим (пр)
- 31 км: Хоптынгсоим (пр)
- Подывурсоим (пр)
- 59 км: Ун-Нанкпоших (лв)
- 63 км: Нялхойтыюган (пр)

## Данные водного реестра
По данным государственного водного реестра России относится к Нижнеобскому бассейновому округу, водохозяйственный участок реки — Обь от впадения Иртыша до впадения реки Северная Сосьва, речной подбассейн реки — бассейны притока Оби от Иртыша до впадения Северной Сосьвы. Речной бассейн реки — (Нижняя) Обь от впадения Иртыша.
Код объекта в государственном водном реестре — 15020100112115300021712.